# 스톤월 인

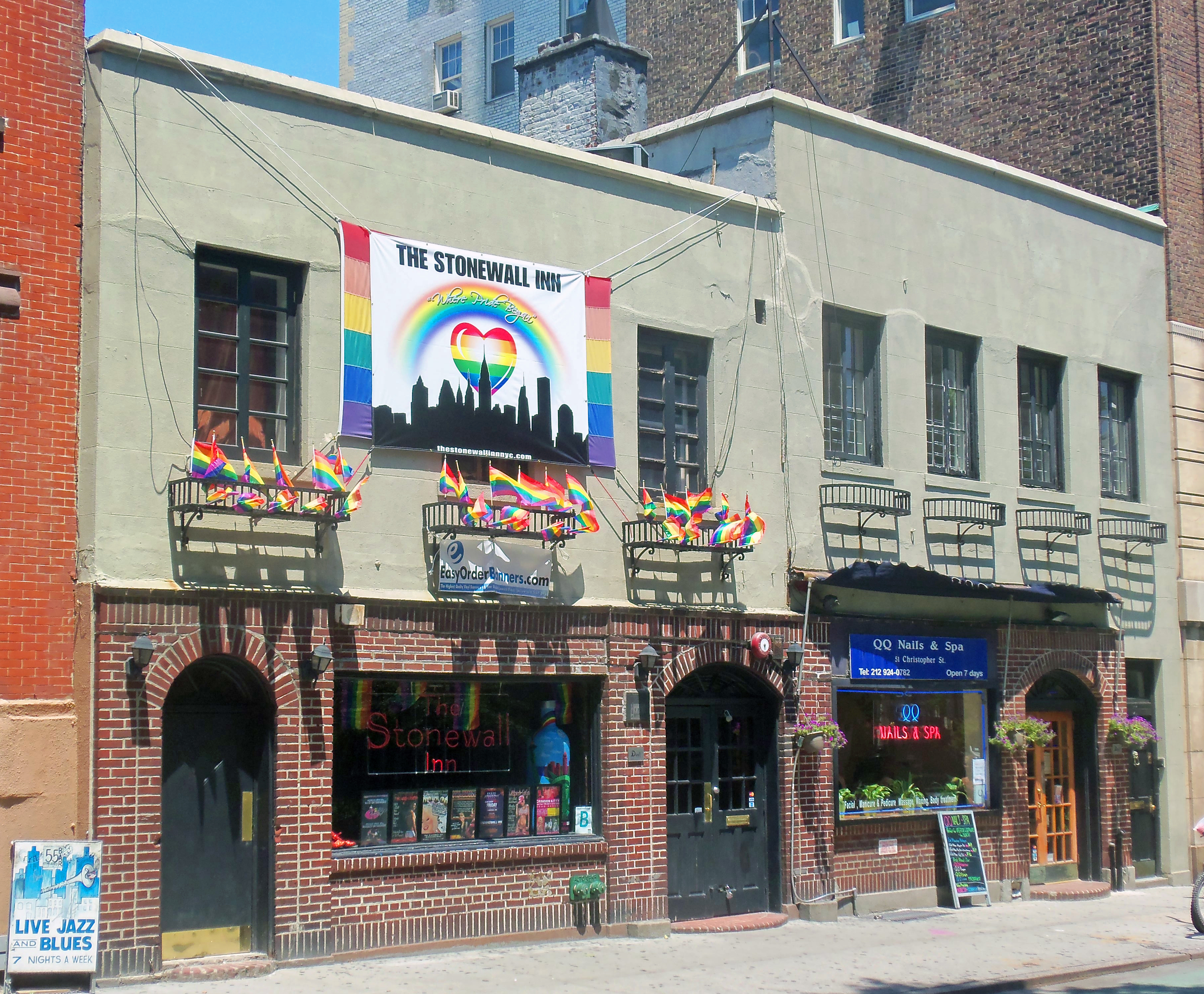
2012년의 스톤월 인. 오른쪽의 건물이 1969년 폐쇄된 옛 스톤월 인.

스톤월 인(영어: Stonewall Inn) 또는 스톤월(영어: Stonewall)은 뉴욕의 동성애자 타번이자 레저 바이면서 1969년 미국에서 동성애자 해방 운동이 시작되고 미국에서 현대적인 동성애자 운동이 시작된 것으로 평가되는 스톤월 항쟁이 처음 시작한 장소이다.
맨해튼의 그리니치빌리지 지역 4번가와 웨이블리플레이스 사이 크리스토퍼 가 51~53번지에 위치했던 원래 스톤월 인은 1969년 폐쇄되었다. 1990년 크리스토퍼 가 53번지 서쪽에서 절반 정도 떨어진 곳에서 "스톤월"이라는 이름으로 재개장했다. 2007년에는 이 바가 "스톤월 인"이라는 원래 명칭을 다시 얻게 되었다. 이 건물은 1969년 뉴욕 랜드마크 보존위원회의 그리니치빌리지 역사 지구로 지정되었고, 2000년에는 미국 역사기념물로 지정되었다.

## 역사
원래 1843년부터 1846년까지 마구간의 용도로 건축된 이 건물은 1930년 레스토랑으로 리모델링하였다. 1960년대 중반 화재로 전소될 때까지 레스토랑으로 영업하였다.
1967년 3월 18일, 스톤월 인이 개장되었다. 이 기간 동안 스톤월 인은 미국에서 가장 큰 동성애자들을 위한 시설이었고 좋은 사업이었지만, 대부분의 동성애자 클럽과 마찬가지로 수시로 종종 경찰의 급습을 받곤 했었다. 1969년 6월 28일에 스톤월 항쟁이 일어난 이후, 몇 달 후인 1969년 말에 이 클럽은 폐쇄되었다.
이후 20년 동안 이 건물은 배이글 샌드위치 가게, 중국 레스토랑, 신발 가게 등 다양한 시설이 들어왔다. 지역의 많은 관광객들과 새 주민들은 건물의 역사나 스톤월 항쟁에 대해 몰랐다. 1990년대 초에는 원래의 스톤월에서 서쪽에서 절반 정도 떨어진 곳에 새로운 동성애자 바인 "스톤월"이 개장하게 되었다. 이후, 6번가와 7번가 사이 크린스토퍼 가는 맨해튼 자치구의 "스톤월 지역"이라는 명예 이름을 부여받았다.
매년 3월 열리는 LGBT 거리 행진에서는 많은 군중들이 이 곳에 모여서 행진을 시작한다.
1995년에는 스톤월이라는 영화가 상영되었다. 감독 리키 비들블래어(Rikki Beadle-Blair)가 제작한 이 영화는 마르틴 두베르맨이 쓴 동명의 소설을 인용한 영화로 BFI 런던 영화제에서 수상받았다. 영화 시나리오를 무대로 그대로 옮긴 희곡 "스톤월"도 2007년 7월 런던에서 초연했으며 같은 해 8월에는 에든버러 축제에서 공연했다.
1999년 1월, 동성애자 건축가 및 디자니어 협회와 그리니치빌리지 역사 보존 협회의 노력으로 스톤월을 포함한 지역이 동성애자 역사의 중요성이 높다는 이유로 미국 국가사적지에 등록되었다. 이 지역은 스톤월 인, 크린스토퍼 공원을 포함한 주변 도로와 보도이다. 2000년 2월에는 이 지역이 미국 역사기념물로 지정되었다.
1990년대 말 이 건물은 새롭게 개축하여 밤과 콘테스트를 테마로 한 2층 나이트클럽으로 재개장했다. 이 클럽은 몇 년 동안 인기를 얻어 도시의 젊은 동성애자가 방문한 곳이었지만, 45 크리스토퍼 가 주변 주민들의 잘못된 일 처리, 방치, 소음 등을 이유로 항의하여 2006년 폐쇄되었다.

## 개축 및 재개장
2007년 1월 스톤월 인은 지역 기업가 빌 모건과 커트 켈리의 감독 하에 주요 개축을 진행할 것을 발표했고, 2007년 3월 스톤월 인이 다시 재개장되었다.
이후 역사적 의미로 인해 인기를 다시 얻고 스톤월 인은 지역 음악 예술가들이 모여 드랙쇼, 트리비아 나이츠, 카바레, 가라오케, 파티 등이 열리는 장소가 되었다. 뉴욕 주에서 뉴욕주 결혼평등법이 통과된 이후에는 바 뿐 아니라 동성애자 결혼식 피로연을 여는 장소로도 이용되고 있다. 켈리와 모건은 현재 LGBT 비영리 단체의 의장으로 이 곳에서 다양한 모금 행사도 진행하고 있다.

## 같이 보기
- 뉴욕 역사 지구 목록
- 맨해튼 14번가의 미국 국가사적지 목록